# George Washington Gale Ferris Jr.
George Washington Gale Ferris Jr. (ur. 14 lutego 1859 w Galesburg, zm. 22 listopada 1896 w Pittsburghu) – amerykański inżynier. Zasłynął jako twórca pierwszego na świecie diabelskiego młyna zbudowanego w Chicago w 1893.
Zmarł młodo z powodu zachorowania na dur brzuszny.